# Podiceps gallardoi
El macá tobiano (Podiceps gallardoi) es una especie de ave podicipediforme de la familia Podicipedidae que habita en la Patagonia. Fue descubierta en 1974, en el sur de la Patagonia argentina, en la provincia de Santa Cruz. Es un ave endémica de Argentina.

## Población
En los años 1980 su población ascendía a 5000 ejemplares, mientras que en 2009 se estimaban 700 y en 2015 se estimaba la existencia de 500. En 2018 se cree que hay una leve mejoría alcanzando los 1000 ejemplares.

## Distribución y migración

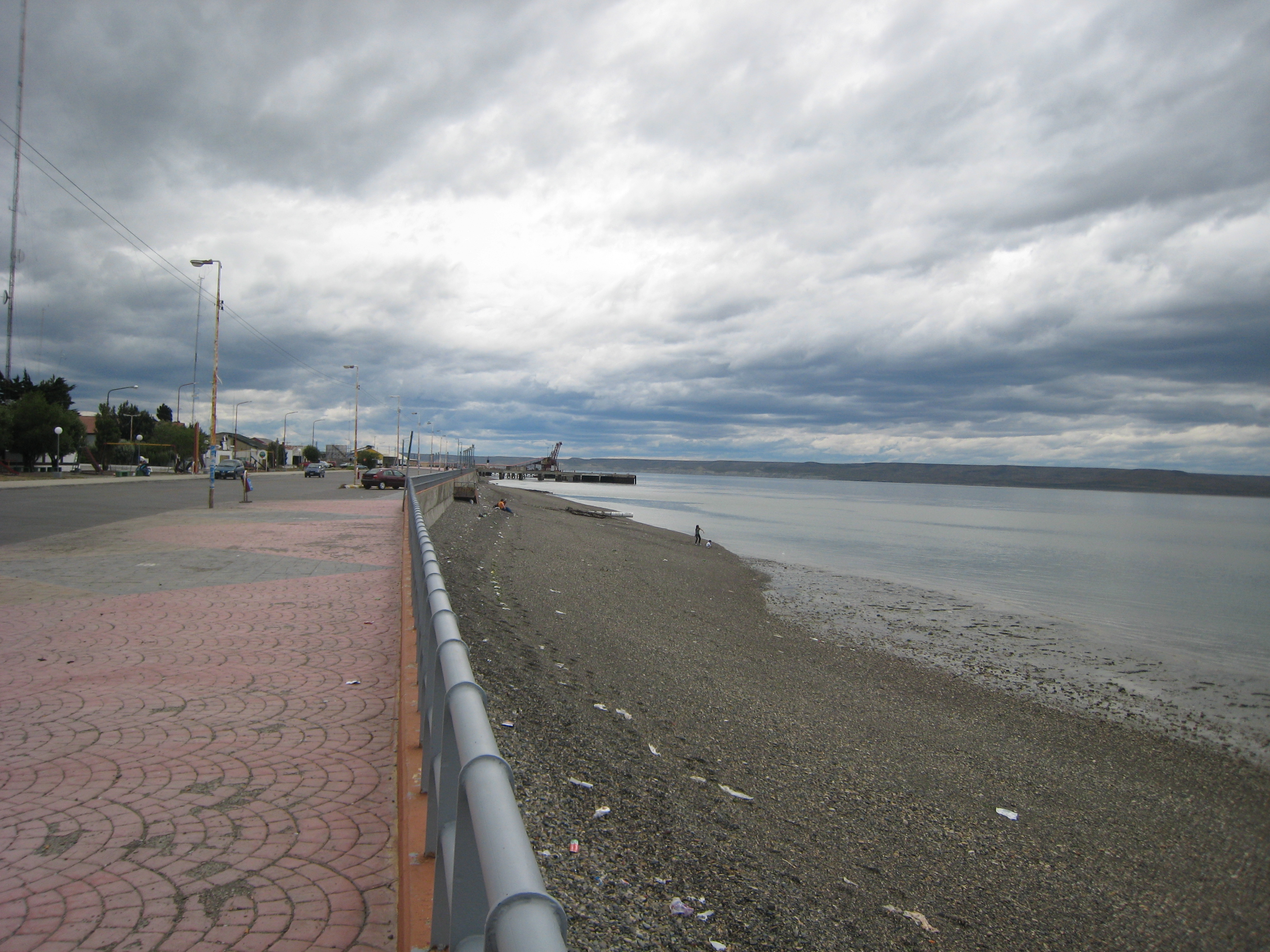
Estuario del río Gallegos, uno de los ambientes que esta especie utiliza para invernar.

Geográficamente, se reproduce sólo en unas 130 lagunas en las altas mesetas del oeste de la provincia de Santa Cruz. Cuenta además con escasos registros para Chile, en la Región de Magallanes, tanto en su sector continental como en el fueguino.
En las lagunas vive en primavera y verano, pero al llegar la temporada invernal esas lagunas se congelan, por lo que la especie migra. Durante años no se conocía en donde los tobianos invernaban, presentando los especialistas numerosas posibles hipótesis. El que esta especie cuente con una adaptación para liberarse del agua salada señalaba una potente pista de su destino. Finalmente, Andrés Johnson y Alejandro Serret descubrieron, en 1994, su área de distribución invernal en los estuarios de Santa Cruz.

## Hábitat y costumbres
En la temporada cálida, la especie habita en lagunas situadas en altas mesetas, en un ambiente muy frío y ventoso, donde se presenta vegetación esteparia del distrito fitogeográfico Patagónico Subandino de la Provincia fitogeográfica Patagónica. Está íntimamente ligado a lagunas de aguas profundas y transparentes, dominadas por la vinagrilla, planta acuática donde encuentra su alimento (invertebrados) y con ella también construye su nido. Vive en grupos numerosos, son buenos nadadores y buceadores, y sólo volarían de noche.[cita requerida]
En el invierno la especie se traslada a los estuarios de la costa atlántica, en los ríos Gallegos, Coyle y Chico, afluente del río Santa Cruz. Por lo que en estos días es posible verlo en el estuario local del río Gallegos.
Para identificarlo es preciso tener en cuenta que el Macá tobiano mide 28 cm, es pequeño y compacto. Se ve blanco brillante con la frente del mismo color, rodeada por un babero negro que cubre el frente del cuello y asciende por los costados de la cara hasta unirse en la cabeza formando un capuchón. Posee un copete amarillo-rojizo e iris rojo, con el dorso grisáceo a negruzco.
A esta ave se la observa generalmente flotando, arrastrado por la corriente o sumergiéndose en busca de alimento. Se observan individuos solitarios o grupos de 4-5 ejemplares. Nunca abandona el agua y rara vez vuela de día. Nidifica en las lagunas de las mesetas de altura del oeste y centro de la provincia, construyendo sus nidos con plantas flotantes (Vinagrilla) que extraen por debajo del nivel de las aguas y van amontonando y entrelazando hasta crear una superficie flotante capaz de sostener a los huevos y a los adultos. (A).
Es objeto de grandes esfuerzos de conservación por parte de Ambiente Sur en conjunto con Aves Argentinas, en proyectos que incluyen censos estivales y de invierno y se investiga la especie; se establecen medidas en el terreno como es el caso de los guardianes de colonias, que permanecen durante la etapa de nidificación en proximidades de las colonias de macaes a fin de impedir que predadores ataquen los nidos, y se participó activamente para sumar aportes y voluntades para la creación del parque nacional Patagonia.

## Nidificación
Como todos los macáes, el tobiano tiene un cortejo sorprendente, uno de los más espectaculares que se conocen entre las aves. Construye una plataforma flotante con las vinagrillas, en esta copula y luego la emplea para hacer su nido. Pone dos huevos en él, de los cuales sólo nacerá un pichón.

## Predadores
Los huevos y pichones del tobiano son depredados por gaviotas cocineras. Se ha constatado que apenas dos de estas aves pueden arrasar con toda una colonia de más de 200 zampullines tobianos, arruinando los esfuerzos reproductivos de toda una temporada. En menor medida, la gallareta ligas rojas destruye también sus huevos y usurpa sus nidos.
La Trucha Arcoíris ha tenido una gran influencia en el declive de la especie en algunas mesetas como en el lago Strobel, y se ha comprobado la predación de nidos, pichones y adultos de Macá Tobianos por parte del visón americano.

## Conservación
En las costas marinas de Santa Cruz, enfrenta potenciales problemas. Las gaviotas cocineras han conquistado las lagunas de altura desde su primitivo origen costero, gracias a la disponibilidad de oferta alimentaria que le representa la ganadería ovina. La introducción de truchas ha sido uno de los factores que más ha afectado a sus poblaciones, en especial en las lagunas de la meseta del Lago Strobel. La trucha cambia el PH del agua y eso reduce el alimento.
Actualmente la posible construcción de las represas Néstor Kirchner y Jorge Cepernic sobre el río Santa Cruz amenazan con modificar los lagos y glaciares y por ende los ambientes donde vive, por lo que se desconocen cuales serán los efectos sobre esta especie. La provincia de Santa Cruz declaró la especie como "monumento natural provincial" (por ley n.º 2582 sancionada el 8 de octubre de 2009).

## Etimología
El nombre específico: P. gallardoi, es dedicado en honor al apellido Gallardo (Ángel Gallardo y su nieto José María Gallardo, entonces Director del Museo Argentino de Ciencias Naturales "Bernardino Rivadavia").
El nombre vulgar tobiano es por el color del pelaje de algunos caballos en la Argentina, en los cuales se presenta el mismo patrón.